# هانلوره رونش
هانلوره رونش (به آلمانی: Hannelore Rönsch) (زاده ۱۲ دسامبر ۱۹۴۲) از سیاست‌مداران محافظه‌کار آلمان است.
از او از ۱۹۸۳ تا ۲۰۰۲ عضو مجلس آلمان بود و از سال ۱۹۹۱ تا ۱۹۹۴ در کابینهٔ هلموت کوهل وزیر خانواده بود.